# Hyllisia albolineatipennis
Hyllisia albolineatipennis är en skalbaggsart som beskrevs av Stefan von Breuning och Jean François Villiers 1972. Hyllisia albolineatipennis ingår i släktet Hyllisia och familjen långhorningar.
Artens utbredningsområde är Senegal. Inga underarter finns listade i Catalogue of Life.